# آندره اسمیت (بسکتبال، زاده ۱۹۸۵)
آندره اسمیت (انگلیسی: Andre Smith؛ زادهٔ ۲۱ فوریهٔ ۱۹۸۵) بازیکن بسکتبال اهل ایالات متحده آمریکا است.